# 277
Năm 277 là một năm trong lịch Julius. 